# Mangu (Nigeria)
Mangu è una città della diciassette Repubblica Federale della Nigeria appartenente allo Stato di (stato). È capoluogo dell'omonima area a governo locale (local government area) che si estende su una superficie di 1.653 km² e conta una popolazione di 294.931 abitanti.